# 埃屈勒维尔
埃屈勒维尔（法語：Éculleville，法語發音：[ekylvil]）是法国芒什省的一个旧市镇，属于瑟堡区。2017年，埃屈勒维尔和相邻的其它18个市镇合并为新市镇拉阿格。 

## 地理
埃屈勒维尔（49°40'56"N, 1°49'18"W）面积2.33 平方千米，位于法国诺曼底大区芒什省，该省份为法国西北部沿海省份，西、北、东北三面环大西洋，东起顺时针与卡爾瓦多斯省、奧恩省、马耶讷省和伊勒-维莱讷省接壤。
与埃屈勒维尔接壤的市镇（或旧市镇、城区）包括：奥蒙维尔拉罗格、博蒙阿格、格雷维尔阿格。

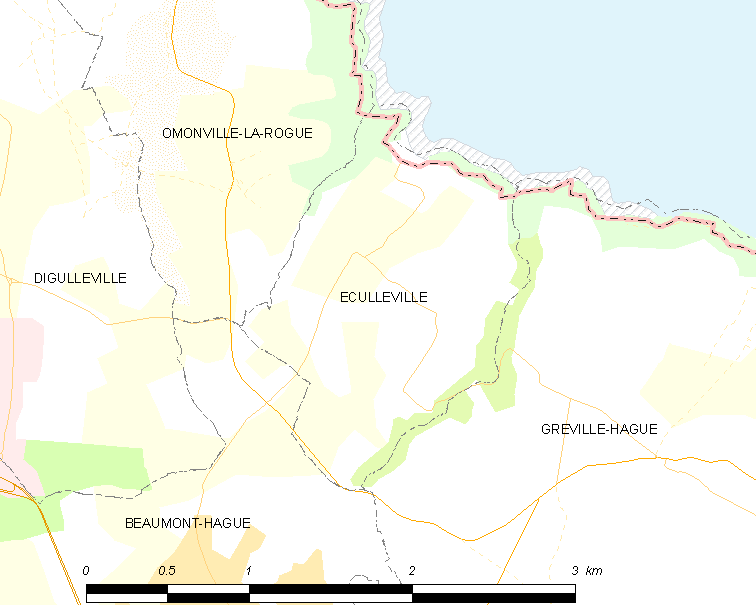
埃屈勒维尔的OSM定位图

埃屈勒维尔的时区为UTC+01:00、UTC+02:00（夏令时）。

## 行政
埃屈勒维尔的邮政编码为50440，INSEE市镇编码为50171。

## 政治
埃屈勒维尔所属的省级选区为拉阿格县。

## 人口

1962-2008年间埃屈勒维尔人口变化图示

埃屈勒维尔于2018年1月1日时的人口数量为29人。